# Havstein
Der Havstein (sinngemäß aus dem Norwegischen übersetzt Meerstein) ist eine 5 km lange und 3 km breite Felseninsel vor der Küste des ostantarktischen Kemplands. Sie liegt 2,5 km nördlich der Law Promontory und 1,5 km östlich der Insel Brøka.
Norwegische Kartografen, die sie auch benannten, kartierten die Insel anhand von Luftaufnahmen, die bei der Lars-Christensen-Expedition 1936/37 entstanden.